# Crítica genética
A crítica genética é um campo teórico-metodológico que tem o objetivo de reconstituir uma história do texto em estado nascente, buscando encontrar nele os segredos da fabricação da obra. É tornar visível e compreender a originalidade do texto literário ou não, através do processo que lhe deu origem. Para tal movimento, são utilizadas estratégias de organização, transcrição e edição do que os geneticistas chamam do dossiê genético.

## Origens
Os estudos de crítica genética iniciaram-se com a crise na crítica literária de 1968, na qual houve uma ruptura com o estruturalismo vigente na época. Já em 1982, pesquisadores dos manuscritos de Heinrich Heine fundaram o ITEM - Institut de Textes et Manuscrits Modernes, que está ligado ao CNRS - Centro Nacional da Pesquisa Científica, ambos localizados em Paris, na França. Esses pesquisadores têm como objetivo pensar os manuscritos a partir de visões específicas, como a Linguística, a autobiografia e a informática. Alguns dos principais autores desse campo são franceses: Pierre-Marc de Biasi e Almuth Grésillon, cujas publicações ainda norteiam os estudos de crítica genética.  

## Conceitos básicos
Muitos dos termos utilizados nos estudos de crítica genética advêm do francês, seu local de origem. A ideia de organizar um glossário para este estudo foi necessária na medida em que as leituras advindas trazem uma série de variações que, em algum momento, podem interferir no entendimento do estudo do processo de criação. Há o Glossário de Crítica Textual, que traz palavras em comum à crítica textual e à crítica genética.
| Termo                                | Conceito |
| ------------------------------------ | --- |
| Autógrafo                            | material escrito pelo autor. |
| Codex                                | livro manuscrito; produção anterior à invenção de Gutenberg |
| Digitoscrito                         | material datilografado ou digitado pelo autor ou pelos autores. |
| Decifração                           | operação na qual o pesquisador geneticista realiza o processo de decodificação dos rascunhos. |
| Descrição material                   | material elaborado com fins de organizar as informações a respeito do manuscrito (se autógrafo ou não; cor e formato do suporte físico; tipo de papel; quantitativo de fólios, folhas e páginas).                                                                               |
| Edição genética                      | edição que apresenta o processo de criação de uma obra em sua ordem cronológica. Um exemplo clássico é a obra de Flaubert, Um coração simples, que apresenta a cronologia de criação dessa obra, tendo sido realizada por Bonaccorso.                                           |
| Escritor                             | indivíduo que, de forma profissional ou não, exerce a atividade de escrever, sem considerar a possível publicação do material produzido. |
| Estado genético                      | cada uma das fases que compõem o processo de criação. |
| Fac-símile                           | documentos que preservam as propriedades mais importantes do original estudado. Podem ser fotos ou fotocópias de documentos. |
| Folha                                | suporte do documento (papel), cujas faces são chamadas frente ou verso. |
| Fólio                                | unidade de numeração de um acervo manuscrito; uma página manuscrita de uma coleção pública é identificável graças à cota do volume e ao número que figura na frente ou no verso de um folheto; diz-se que determinada página é o fólio 720r, dito recto (frente) ou vº (verso). |
| Gênese                               | estudo do nascimento de uma obra, a partir da interpretação dos elementos que a constitui. |
| Hipertexto                           | conjunto de documentos escritos e reunidos informalmente por meio de relações. É o que acontece com os textos complementares referidos nas páginas de internet. |
| Manuscrito                           | todo documento escrito à mão ou digitado, conforme atividades mais recentes dos estudos de processo de criação. |
| Margem                               | espaço gráfico deixado em branco e que pode ser aproveitado pelo autor para inserir mais informações a respeito daquilo que escreve. É um elemento importante, que guarda características pertinentes ao modo de escrita de cada autor estudado.                                |
| Página                               | superfície do papel (físico ou digital) no qual se escreve. Pode ser a frente ou o verso de uma folha. |
| Prototexto (ou dossiê genético)      | conjunto dos documentos que compõem a prévia de um documento. Pode ser formado por rascunhos manuscritos, rascunhos digitalizados, provas. |
| Rascunho (ou manuscrito de trabalho) | material produzido que apresenta o processo inicial de criação de uma obra. |
| Rasura                               | movimento de edição genética que consiste em suprimir um segmento do material escrito. Pode ser para substituição ou para supressão definitiva. |
| Reescritura                          | operação na qual o autor sempre volta para reformular algum trecho da sua obra. |
| Scriptor                             | quem faz as rasuras, quem rabisca, desenha. |
| Suporte                              | material no qual a obra é produzida (papel, papiro, pedra, computador). |

## Dossiê genético
Também chamado de prototexto, a função dele é organizar os documentos necessários para o estudo genético de uma obra. Nesse processo, a realização da análise crítica dos manuscritos pede que se considere o tipo de rasura encontrada e que tipo de transcrição será realizada, a depender de quem está realizando esse estudo e quais seus objetivos com os manuscritos. Os tipos de rasuras podem ser classificadas de acordo com sua funcionalidade no texto: supressão (retirada definitiva de uma palavra ou um trecho), substituição (lugar por lugar, quando a substituição foi algo próximo ou igual ao trecho; por elipse, quando o segmento substitutivo for menor que o trecho substituído; por acréscimo, quando o trecho substitutivo for maior que o trecho substituído); deslocamento ou transferência, quando há um reordenamento de palavras ou trechos do texto, resultando em uma melhor escrita; suspensão, quando o autor percebe que uma substituição pode acontecer a posteriori, ele adia as alterações que deseja realizar; utilização, quando o risco não é acompanhado de nenhum acréscimo ou substituição. 
O método de análise dos manuscritos obedecem a três operações: 

### Estabelecimento docorpuse especificação das peças
Constituir o dossiê integral dos manuscritos disponíveis da obra em questão, reunindo e autenticando todo o material. Lembrar que os manuscritos não precisam ser somente aqueles produzidos manualmente, mas os digitais também estão inseridos (textos digitados, imagens, áudios ou vídeos), considerando os avanços tecnológicos existentes. Aqui temos quatro fases genéticas: 

#### Pré-redacional
Fase que antecede o momento de escrita propriamente dita. Alguns autores esclarecem que pode ser um ato meramente psíquico, que acaba e não deixa rastro algum.Subdivide-se em Fase de pesquisa preliminar e Fase de inicialização.

#### Redacional
Momento em que inicia a execução da obra, cujas anotações podem acontecer por meio de abreviaturas ou escrita telegráfica ou estenógrafa. Aqui, é possível encontrar rasuras que permitem acompanhar mais detalhadamente o processo de criação da obra.

#### Pré-editorial
A escrita entra na fase de "conclusão", contudo, são permitidas ainda qualquer tipo de rasura que sejam necessárias conforme o entendimento do autor. Aqui, também acontecem as revisões do material.

#### Editorial
Quando o autor autoriza a publicação de sua obra, depois da correção da última prova tipográfica. 

### Classificação dos rascunhos
Organizar o dossiê dos rascunhos e documentos de redação, obedecendo a uma finalidade especificada pelo pesquisador geneticista. Especificar, datar e classificar cada fólio desse dossiê. A ideia é buscar uma cronologia que possibilite o estudo de forma linear, quando for possível. 

### Deciframento e transcrição
Essas etapas apresentam características diferentes em cada caso, conforme o estado em que se encontra cada manuscrito. O ideal é que o manuscrito apresente clareza suficiente para que não seja necessária a transcrição. Nesse caso, o pesquisador pode trabalhar diretamente com os originais. É necessário que se estabeleça um instrumento teórico para direcionar a análise do material. Nesse momento, o pesquisador poderá valer-se da prática interdisciplinar. Depois de analisar as rasuras através de codificações próprias para tal fim, o pesquisador geneticista irá proceder à transcrição que, de acordo com seus objetivos de pesquisa pode acontecer de quatro formas diferentes: 

#### Transcrição linearizada codificada (código simplificado)
fácil de ler, economia de espaço, sem respeitar a paginação do manuscrito.

#### Transcrição semidiplomática codificada (código complexo)
difícil de ler, ocupa bastante espaço, respeitando em parte a paginação original.

#### Transcrição diplomática
pouca codificação, muito fácil de ler, ocupa pouco espaço, fiel à paginação original.

#### Transcrição diacrônica linearizada (com simulação das versões sucessivas)
não codificada, fácil de ler, ocupa bastante espaço, não reproduz nem a paginação nem as rasuras originais. Apresenta as etapas sucessivas da escritura.

## Crítica genética no Brasil

### Principais grupos de pesquisadores
No Brasil, os grupos de pesquisa que se interessam pela crítica genética estão distribuídos pelas regiões Nordeste, Sul e Sudeste.
| Autor (es)                                                         | Título da obra                                                                            | Ano de publicação |
| ------------------------------------------------------------------ | ----------------------------------------------------------------------------------------- | ----------------- |
| ANASTÁCIO, Sílvia; ROMANELLI, Sérgio; PASSOS, Marie-Hélène (Orgs.) | Processos de criação interartes e edições eletrônicas                                     | 2014              |
| ANASTÁCIO, Sílvia; SALLES, Cecília. (orgs.)                        | A Diversidade dos estudos de processo no século XXI                                       | 2017              |
| ANASTÁCIO, Sílvia; SALLES, Cecília. (orgs.)                        | Processos de Criação em debate                                                            | 2018              |
| CALIL, Eduardo                                                     | Escutar o Invisível - Escritura e poesia na sala de aula                                  | 2007              |
| CALIL, Eduardo (org.)                                              | Trilhas da Escrita - Autoria, leitura e ensino                                            | 2007              |
| PINO, Cláudia Amigo; ZULAR, Roberto                                | Escrever sobre escrever - Uma introdução crítica à Crítica Genética                       | 2007              |
| ROMANELLI, Sérgio (org.)                                           | Compêndio de Crítica Genética: América Latina.                                            | 2015              |
| SALLES, Cecília A.                                                 | Crítica Genética: fundamentos dos estudos genéticos sobre o processo de criação artística | 2008              |
| SALLES, Cecília A.                                                 | Redes da criação - Construção da obra de arte                                             | 2008              |
| SALLES, Cecília A.                                                 | Gesto inacabado: processo de criação artística                                            | 1998              |
| SALLES, Cecília A.                                                 | Processos de criação em grupo - Diálogos                                                  | 2017              |
| TELLES, C.; SANTOS, R. (Orgs.)                                     | Filologia, Críticas e Processos de Criação                                                | 2012              |
| ZULAR, Roberto (org.)                                              | Criação em processo – Ensaios de Crítica Genética                                         | 2002              |

### França
- Genétique des Textes.
- Bibliographie sur la génétique des textes
- Etude de génétique des textes à partir des textes d’E. Etxamendi - Joana Pochelu
- A la découverte de la génétique des textes
- GENESIS. Revue internationale de critique génétique
- Institut des Textes et Manuscrits Modernes

### Brasil
- Associação de Pesquisadores em Crítica Genética - APCG
- InterVozes - Site do Grupo de Pesquisa PRO.SOM, da Universidade Federal da Bahia
- Manuscrítica - Revista de Crítica Genética
- A Crítica Genética do manuscrito ao virtual